# COLORS (Dream5のアルバム)
『COLORS』（カラーズ）は、2016年2月24日にavex traxから発売されたDream5の3枚目のミニアルバム。

## 概要
- Dream5の3枚目のミニアルバムにして、同年12月31日をもって活動を終了したため、最後のアルバムとなった。
- 新曲4曲と2015年ツアーの限定曲1曲、シングルから1曲の全6曲で構成されている。
- 「CD+DVD盤（Music Video盤）」と「CD+DVD盤（LIVE盤）」、「CD ONLY盤」、「イトーヨーカドー・イベント会場 限定盤」の4形態が発売された。
- 「CD+DVD盤（Music Video盤・LIVE盤）」「CD ONLY盤」の初回限定盤には、封入特典としてトレーディングカード（全6種）がランダムで1枚封入された。
- 「COLORS」というタイトルの由来は「色彩豊かな楽曲が収録されたミニアルバム」から。[1]
- 「futuristic」は、カバー曲を除いてはDream5最初で最後の小室哲哉プロデュースによる提供楽曲となる。
- 一部の曲はダンス担当の3人も歌っている。

## 収録曲
1. Do you wanna Dance? [3:14]
作詞：Mai Watarai、作曲：Masaki Iehara、編曲：日比野裕史
新曲。ダンスチューン。振り付け：玉川桃奈。
2. カラフルチューン [3:32]
作詞：TEEDA、作曲：KENJI03、編曲：rui
2015年ツアー限定曲。
3. 宝物 [5:19]
作詞：森月キャス、作曲：五戸力、編曲：清水武仁
新曲。バラードナンバー。振り付け：高野洸。
4. ようかい体操第二 [5:02]
作詞：ラッキィ池田・高木貴司、作曲：菊谷知樹、編曲：菊谷知樹
14thシングル。
5. White Wonder Land [4:40]
作詞：Mai Watarai、作曲：Shinnosuke、編曲：Shinnosuke
新曲。ミディアムチューン。振り付け：大原優乃。
6. futuristic [4:59]
作詞・作曲：小室哲哉、編曲：渡辺徹
新曲。
7. BOY MEETS GIRL [4:05]
作詞・作曲：小室哲哉、編曲：NA.ZU.NA
TRFの7thシングル「BOY MEETS GIRL」のカバーでボーナストラック。イトーヨーカドー盤のみに収録される予定だったが、iTunes Storeなどでも配信が開始された。
メンバーの日比美思は過去に「リスペクトアイドルトリビュート! !」（TRFリスペクトアイドル達） でカバーしている。

### DVD(Music Video盤)
1. ようかい体操第二 (Music Video)
2. futuristic (Music Video)
3. futuristic (Making)

### DVD(LIVE盤)
『Dream5 6th Anniversary LIVE(2015.11.23@EX THEATER ROPPONGI』
1. OPENING
2. シェキメキ!
3. We are Dreamer
4. 学園天国
5. 白黒つけない恋もある
6. キラキラ Every day
7. にちようび
8. ようかい体操第二
9. ようかい体操第一
10. Dance Track
11. Go my way!
12. COME ON!
13. READY GO!!
14. スタートライン
15. BOY MEETS GIRL
16. EZ DO DANCE
17. CRAZY GONNA CRAZY
18. カラフルチューン(ENCORE)
19. ドレミファソライロ(ENCORE)
20. 僕らのナツ!!(ENCORE)